# پارک ملی یوگرا
پارک ملی یوگرا (به لاتین: Ugra National Park) یک منطقهٔ مسکونی در روسیه است که در استان کالوگا واقع شده‌است.